# Snowia waltonaria
Snowia waltonaria är en fjärilsart som beskrevs av Sperry 1949. Snowia waltonaria ingår i släktet Snowia och familjen mätare. Inga underarter finns listade i Catalogue of Life.